# Olavus Metropolinus
Olavus Metropolinus, född 1632 i Sankt Pers socken, död 8 december 1701 i Stens socken, var en svensk präst.

## Biografi
Olavus Metropolinus föddes 1632 på Huvudstad i Sankt Pers socken. Han var son till bonden Mårten Olofsson och Anna Jönsdotter. Metropolinus blev 13 september 1651 student vid Uppsala universitet, Uppsala och prästvigdes 14 augusti 1657 till komminister i Vadstena församling, Vadstena pastorat. Han blev 1670 krigsmanshuspastor vid Vadstena krigsmanshusförsamling och 1677 kyrkoherde i Stens församling. Metropolinus avled 8 december 1701 i Stens socken och begravdes 29 april 1702.

### Familj
Metropolinus gifte sig 1661 med Anna Bruzæus. Hon var dotter till kyrkoherden Johannes Bruzæus i Hagebyhöga socken. De fick tillsammans barnen Johannes, Anders (1663–1709), Samuel (1666–1666) och Anna (1666–1667).